# Xantharia floreni
Xantharia floreni là một loài nhện trong họ Miturgidae.
Loài này thuộc chi Xantharia. Xantharia floreni được Christa L. Deeleman-Reinhold miêu tả năm 2001.